# 滝沢聖峰
滝沢 聖峰（たきざわ せいほう、1963年 - ）は、北海道札幌市出身の漫画家。北海道札幌南高等学校、東京造形大学卒業。

## 人物
当初は少女漫画家志望だったが（本人談）、モデルグラフィックスへの持ち込みでデビュー。
アニメ監督・漫画家の今敏とは小学生時代の同級生でもあり、友人であった。SF・オカルトのファンで、草野球が趣味であるという。

## 作風
戦記漫画を主に手がけ、第二次世界大戦時の日本軍の航空戦記が特に多い。歴史漫画や怪奇漫画の著作もある。徹底的に考証にこだわっており、細密な線による端正な画風で、リアルなメカ描写と骨太な人間の描写双方を得意としている。
デビュー当初の画風は大友克洋の強い影響を受けたものであった（大友作画の『気分はもう戦争』を見て以来、それまでの漫画観が全て覆されたという）。現在の滝沢の作風にも、過剰な描き込みは避けて余白を広く取った画面、淡々とした描写を好むことなどに大友の影響が色濃く残っている。胴長短足のリアルな体型や日本人らしい顔立ちのキャラクター造形も特徴であったが、近年はキャラクターのかっこよさ・かわいらしさを意識してか、目を大きく、手足を長くするなど絵柄に変化が見られる。

## 主な作品

### 漫画
- 碧の孤狼（大日本絵画）　極初期短編集　6話掲載　
「キ-108改帰還セズ」、「式」、「EX Ki-94II」、「闇の彗星」、「審査部独立戦闘隊」、「川崎防空戦闘隊異聞」を収録。
- 撃墜王（日本出版社）　初期短編集　8話掲載
「急降下爆撃隊」、「震天制空隊」、「編隊空戦司令」、「飛燕」、表題作「撃墜王」、「青い投弾線」、「旭と星」、「紅の墓標」を収録。
新装版には『蒼空の咆哮』より「海の陸鷲」、「8月19日の戦争」を追加収録。
- 幻の豹 The Panther in Ukraina 1950 （大日本絵画）
第二次世界大戦敗戦でソ連軍の捕虜となった、ドイツ・日本元戦車兵の収容所での反乱・脱走を描く表題作「ウクライナ混成旅団」。
「JUNGLE EXPRESS」を併録。
- 迎撃戦闘隊 ニューギニア戦線（日本出版社）
二式複戦「屠龍」・一式戦「隼」を駆って南方戦線で激闘する陸軍下士官空中勤務員を描く。
- 帝都邀撃隊 迎撃戦闘隊・本土防空編（日本出版社）
「ニューギニア戦線」の続編。内地へ帰還した主人公が再び二式複戦「屠龍」で来襲するB29を邀撃する。終盤、五式戦でP51に空戦を挑み、撃墜されるが生還する。
コンビニコミック版では日本出版社版でカットされた一部エピソードを追加したうえで、ニューギニア戦線編と合本、『帝都迎撃戦闘隊』として出版された。
- 蒼空の咆哮（大日本絵画）　11話掲載
連作短編「BATTLE ILLUSION」、「IN THE GRINDER」、「海の陸鷲」、「8月19日の戦争」を収録。
三式戦、B29 、P51、キ74、Ta152、D21、F4F、九七艦攻、一式戦、P-400、靖国、零戦、一式陸攻、Do335、雷電等が登場。
- 空母艦攻隊（日本出版社）
真珠湾攻撃から南太平洋海戦までを九七艦攻で戦った海軍搭乗員ペア（海軍用語のため、この場合は3名）を描く。
- 飛燕独立戦闘隊（大日本絵画）　原作：松本良男「秘めたる空戦」
ソロモン・ニューギニア・フィリピン戦線を三式戦「飛燕」で転戦した陸軍士官空中勤務員を描く。
- 明けの彗星（小学館）　短編集　8話掲載
「大陸基地航空隊」、「複葉艦戦隊」、「海鷲の落日」、「蒼昊の銛手（もりうち）」、「最後のト連送」、表題作「明けの彗星」、「真夏の赤蜻蛉」、「闇の誘導路」を収録。
- WHO FIGHTER with HEART OF DARKNESS（大日本絵画）
太平洋戦争末期、本土防空戦に奮戦する陸軍空中勤務員が遭遇した未確認飛行物体を巡る不可思議な現象を描く。
『闇の奥』を原作とした「HEART OF DARKNESS」、「TANKS」を併録。
- 神々の糧（大日本絵画）
モデルグラフィックス誌2002年1月号から2003年3月号にかけて連載された、太平洋戦争中に南洋の島へ漂流した日本兵たちと未知の存在の戦いを描いた表題作「神々の糧」。
他、スケールアヴィエーション誌、アーマーモデリング誌などに掲載された短編「狩人の気まぐれ」、「王立素人軍隊」、「独立小隊奮戦す」、「秘録・一式自走砲中隊」、「TWO TRIBES OF WILLIAMS」、「“ANOTHER ONE”」、「爆撃横丁～ドイツ本土防空戦～」、「硫黄島防空戦～太平洋航空戦～」、「チャンネル・ダッシュ　英仏海峡突破作戦」を収録。
- 新太平洋戦記（双葉社）　短編集　9話掲載
「迎撃機」、「月光、夜明ヲ見ズ」、「搭乗員の帰還」、「暁に還らず」、「戦争は終わった」、「E」、「隼」、「零の帰還」、「東京物語」を収録。
新装版は『零の帰還』と改題され、「搭乗員の帰還」を除き、「死との約束」を加え双葉社より刊行された。
- ガンズアンドブレイズ（小学館）上下巻
『月刊IKKI』連載。
幕末、新政府軍に対抗し蝦夷地で戦う、旧幕府遊撃隊佐々木清四郎と伝習歩兵早川伝次。陥落目前の五稜郭を脱走した二人は、偶然入手した新撰組副長土方歳三の遺骸の埋葬地図を巡り、薩摩藩脱走軍取り締まり方古賀武四郎の追跡をかわして道内を彷徨する。
- 安部窪教授の理不尽な講義（小学館）全2巻
『ビッグコミックスピリッツ』2004年31号 -、不定期連載。
三流私立大学の教授、安部窪太が超常現象を次々と解明する。
コンビニ版コミックでは『怪奇大作戦』に改題された。
- ばら物語（大日本絵画）全4巻
16世紀のイタリア戦争を舞台に、幼い頃に生き別れた双子の姉妹の戦いを描いた長編。
- 東京物語（大日本絵画）上下巻
新太平洋戦記収録の同名短編の長編化。太平洋戦争中、本土で暮らす陸軍航空士官とその妻の日常を描いている。なお設定やストーリーは短編から大きく変えられている。
新装版が双葉社より上下巻刊行。
- 二兎物語（リイド社）全2巻
『コミック乱』2014年3月号 - 2015年4月号連載。
江戸時代を舞台に、浮世絵師として生計を立てる侍と、彼を支える貸本屋の町娘の二人の日常を描いている。
文化庁メディア芸術祭マンガ部門第19回審査委員会推薦作品に選ばれた[1]。
- 女流飛行士マリア・マンテガッツァの冒険（小学館）全8巻
第一次世界大戦後、英国諜報部員を父に持つ女性飛行士が、欧州各地を舞台に冒険を繰り広げる。
『ビッグコミックオリジナル増刊号』連載。
- 刀剣乱舞-ONLINE-乱（リイド社）
『コミック乱』2018年7月号掲載。劇画アンソロジー企画の第2弾として描かれた作品。
- SHAH'S PILOT　シャーズパイロット　滝沢聖峰航空劇画短編作品集（大日本絵画）
スケールアヴィエーション誌2017年5月号から2019年3月号に掲載された、イラン空軍のF-14トムキャット飛行隊によるイラン・イラク戦争での活躍を描いた表題作「Shah's Pilot」。
他、スケールアヴィエーション誌に掲載された短編等「ハリーの「箱」」、「夜間飛行」、「哨戒戦略」、「砂漠のラバ」、「バルチック・エクスプレス」、「伯爵は休暇中」、「山賊号出撃ス」、「戦場特派員」、「ビッグゲームハンティング」、「仕立てなおし・東京物語番外編」、「飛行機雲・東京物語番外編」、「東京物語特別編『スミス都へ行く』」、「黒い戦闘機」、「空のしるし」、「真珠湾の空戦」、「エピローグ　葬儀を終えて」を収録。
- ブルーバード5（小学館）
第二次世界大戦下の欧州を舞台に戦う、二人の女性工作員の活躍を描いたスパイアクション作品。
『ビッグコミックオリジナル増刊号』2022年5月号 - 2023年7月号連載。

### イラスト
- 亜欧州大戦記（作：青木基行、学研プラス）全10巻
- 薔薇とサーベル ナポレオン戦争秘史（作：赤城毅、朝日ノベルズ）
- ニンジアンエ（作：古処誠二、集英社）
- 戦闘機の描き方　翼と機体－十字から描く戦闘機テクニック（ホビージャパン）